# Retrato oficial do Presidente Jorge Sampaio
O retrato oficial do Presidente Jorge Sampaio é um quadro a óleo da pintora Paula Rego, patente na Galeria de Retratos Oficiais do Museu da Presidência da República. Concluído em 2005, o retrato só foi revelado ao público em 2006, imediatamente antes da cessação do mandato de Jorge Sampaio.
No retrato, o Presidente figura sentado de pés cruzados e mãos tensas sobre as pernas, com o busto da República em cima de uma mesa à sua esquerda. Um reposteiro verde atrás de si, e a toalha vermelha-rubra sobre a mesa evocam o cromatismo da bandeira nacional.
A primeira-dama, Maria José Ritta, comentou ter havido "uma excelente colaboração e empatia de base" entre o Presidente e Paula Rego, que resultou no retrato. Na apresentação do retrato, o próprio Jorge Sampaio falou das muitas horas a pousar que, longe deserem um sacrifício, foram a oportunidade de ver "o criar, horas a fio, sem pestanejar". A primeira ideia da artista, mais ousada, incluiria Jorge Sampaio, ela própria e uma bandeira, se bem que o excesso de elementos não foi do agrado do Presidente.
Ao contrário dos retratos de Mário Soares e Ramalho Eanes, pintados por Júlio Pomar e Luís Pinto-Coelho, respectivamente, que foram pagos pelo Estado português, a tela com o retrato de Jorge Sampaio foi doada por Paula Rego à Presidência da República. A obra estaria avaliada, à altura da sua apresentação, entre 150 a 200 mil euros, tendo em conta o prestígio internacional da artista.